# Gen FMR1

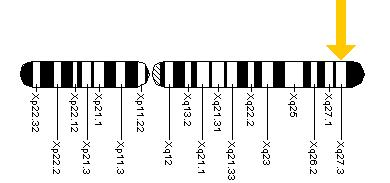
Ubicación de FMR1 en el X cromosoma.

FMR1 (Retraso Mental Frágil) es un gen humano que codifica para una proteína llamada proteína de retraso mental frágil, o FMRP. Esta proteína, normalmente hallada en el cerebro, es esencial para un desarrollo cognitivo normal y la función reproductiva de la hembra. Las mutaciones de este gen pueden dirigir a síndrome de x frágil, retraso mental, fracaso ovárico prematuro, autismo, Parkinson, retrasos del desarrollo y otros déficits cognitivos.

## Expresión del genFMR1
El FMR1 gen está localizado en el cromosoma X y contiene un segmento de ADN llamado CGG trinucleotido. En la mayoría de las personas, el segmento CGGestá repetido en el gen aproximadamente 5-44 veces. Una sobreexpresión del segmento CGG en el gen FMR1 está asociado con deficiencia de la función cognitiva y reproductiva. Si una persona tiene 45-54 repeticiones se considera la “zona gris ” o borderline de riesgo, 55-200 repeticiones se conoce como premutation y más de 200 repeticiones está considerado una mutación plena del FMR1 según la Universidad americana de Genómica y Genética Médicas.